# ビュイック・リヴィエラ
ビュイック・リヴィエラ（Buick Riviera）は、1963年から1999年 モデルイヤーまでゼネラルモーターズ（GM）のビュイック・ディビジョンで生産された自動車である。総生産台数は1,127,261台。
フルサイズのクーペもしくは高級パーソナルカー（personal luxury car）である初期のリヴィエラは特に自動車ジャーナリストや評論家から高い評価を得た。

## 名前の起源
「リヴィエラ」の名称が初めてビュイック・シリーズに登場したのは、「気絶するほど格好良い（"stunningly smart."）」の謳い文句で宣伝された1949年の新型ピラーレス・ハードトップ車の名前としてであった。ロードマスター・リヴィエラ（キャデラック・クーペ デ・ヴィル：Cadillac Coupe de Villeと共に）は、このボディ形式としては最初の量産車種となり、以後30年間で非常に人気のある車型となった。

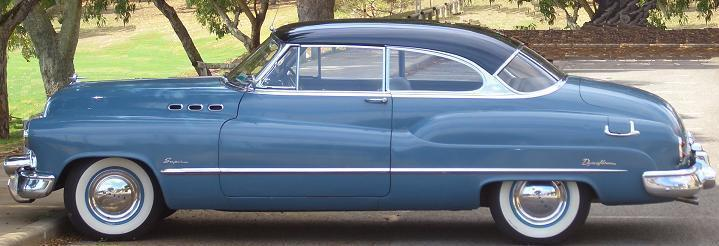
1950年 ビュイック 56R リヴィエラ

1951年に「リヴィエラ」の名称はスーパー・4ドアセダンの1モデルの名前にも使用された。1951年モデルのビュイック・スーパーリヴィエラ 4ドアセダンは、通常のビュイック・スーパー4ドアセダンよりも豪華な内装と4インチ長いホイールベース（と全長）を持っていたが、ビュイック・ロードマスターよりはホイールベースと全長は1インチ短かった。
1955年からGMはピラーの無い4ドア・ハードトップの車型も販売し始めたが、これらのモデルにも「リヴィエラ」の名称が与えられた。リヴィエラのハードトップ形式のボディは、以降数年に渡りビュイック・ロードマスター（Buick Roadmaster）、ビュイック・スーパー（Buick Super）、ビュイック・センチュリー（Buick Century）やビュイック・スペシャル（Buick Special）を含めた全てのビュイック・シリーズ車に与えられた。しかし、この名前はモデル名ではなく単にボディ形式の名称であったために通常は「リヴィエラ」の名前は車両自体には表示されていなかった。ハードトップ形式を表す「リヴィエラ」の名前が最後に使用されたのは1963年モデルの正式名称#4829 エレクトラ 225 リヴィエラ フォードア ハードトップ（#4829 Electra 225 Riviera four-door hardtop）としてであった。これは同年にリヴィエラが正式に独立車種となったことと同時であった。

## 高級パーソナルカーのはじまり
1950年代終わりにGMは、フォード・サンダーバードの大成功に対抗する豪華さと高性能の両方のイメージを兼ね備えた特徴あるスタイルの2ドア4座乗用車である高級パーソナルカーの必要性を感じ始めていた。初代のリヴィエラとなる設計の車は、1930年代の小型キャデラックのブランドに因んで「ラサール（LaSalle）」と名付けられる予定でキャデラックの1モデル「XP-715」として造られた。この車のスタイリングはGMの主任カーデザイナーのビル・ミッチェル（Bill Mitchell）がロンドンを訪れていたときに霧の中に佇むカスタムボディのロールス・ロイスの優雅さに触発された結果生まれたものだと言われている。後にミッチェルは、「ナイフ＝エッジ」スタイルこそが自身が新しいモデルに求めていたものであり、それを低い全高と融合させ性能にフェラーリ風味を少し混ぜ合わせたと語った。車のデザイン自体は、カーデザイナーのネッド・ニックルズ（Ned Nickles）の手によるものであった。
キャデラック・ディビジョンは当時非常に成功しており、生産能力の全てを既存の車種に振り向ける必要があったことから同部門の幹部はこの車に特段の興味は示さなかった。通常の車両開発とは異なった措置であったが、1960年にこの計画は他デヴィジョンによる公開入札に掛けられた。販売の回復に死に物狂いになっていたビュイック・ディビジョンが契約したばかりの広告代理店のマッキャンエリクソン社と協力してプレゼンテーションを行い、この計画を獲得した。ビュイック・ディビジョンは、自部門の十字形シャーシに合うように長さを短縮して設計案を完成させた。設計は大体オリジナルのものと同じであったが、オリジナル案ではグリル・フェンダーに隠されていたリトラクタブル・ヘッドライトはコスト的な問題で当初は省略された。

## 第1世代 (1963-1965)
GMの製品としては異例なことに量産型のリヴィエラは他のどのGM車種ともボディ・シェルを共有していなかった。ボディ・シェルは標準のビュイック車のフレームと似た十字形フレームの上に載っていたが、より短く幅が狭いもので車軸間距離は 2.0 in (51 mm) 短かった。117 in (3,000 mm) のホイールベースと208 in (5,300 mm) の全長は、ビュイック・ルセーバー（Buick LeSabre）よりも各々 6.0 in (150 mm) と 7.7 in (200 mm) 短かったが同時期のサンダーバードよりも幾分長かった。4,190 lb (1,900 kg)の重量は両車よりも約 200 lb (91 kg) 軽量であった。リヴィエラは、排気量401 cu in (6.57 L) と 425 cu in (6.96 L)の標準ビュイック製V8エンジン（Buick V8 engine）とツインタービン（Twin Turbine）・オートマチックトランスミッション（AT）を搭載していた。ブレーキは、直径12 in (300 mm) のビュイック標準の「アルフィン（"Al-Fin"）」（アルミニウム製の羽付き）ドラムブレーキで、ステアリング比20.5:1、ロック・トゥー・ロック3.5回転のパワーステアリングが標準装置であった。
リヴィエラに使用されたサスペンションは、前輪がダブルウィッシュボーンと後輪がトレーリングアームとラテラル・ロッド（track bar）で位置決めされたリジッド・アクスルという標準のビュイック車と同じ物であったが、ボディの傾きを抑えるためにロールセンターが上げられていた。コイルスプリングは他のビュイック車よりも実際のところやや柔らかいものが装着されていたが、全体重量が軽いことと相まってリヴィエラの乗り心地を実質幾分硬いものとしていた。なおもアンダーステア方向へ寄せて設定されていたが、当時のテスト要員達はリヴィエラを乗り心地と敏捷さの素晴らしいバランスを持ち合わせた最も走行能力のある米国車の1台だと考えていた。
リヴィエラは1962年10月4日に最低価格4,333ドルの1963年モデルとして発表されたが、典型的な販売価格はオプション品込みで5,000ドルまで上がった。生産数は需要を喚起するために故意に40,000台以下に抑えられた。
より大型のビュイック車と同じ出力を持ちより軽量なリヴィエラはあらゆる性能面で輝いていた。『モータートレンド（Motor Trend）』誌のテストでは、0–60 mph (0–97 km/h)を8秒以下、0–400 mを約16秒、計測された最高速度は115 mph (185 km/h)でもっと長い距離で測れば125 mph (201 km/h)が期待できた。燃料消費率は13.2 マイル/US ガロン (17.8 L/100 km)であった。
リヴィエラの室内は、前席がフロアシフトと小物入れ付の計器盤に繋がるセンターコンソールで隔てられたバケットシートと後席がバケット風の座席であった。内装材は全ビニール製、布とビニールの組み合わせ、又はオプションで革製が選択できた。人気のある有料オプションには、チルト機構付きステアリング・ホイール、クルーズコントロール、パワーウィンドウ、電動シート、エアコン、AM/FMラジオ、ワイアーホイール風カバー等があった。
1964年モデルのリヴィエラはオプション・リストから革製内装が外されるといった最小限のトリム変更が実施された。大きな変更点は、古めかしい2速ATのダイナフロー（Dynaflow）を基にした「ツインタービン（Twin Turbine）」を新型の3速AT「スーパータービン 400（Super Turbine 400）」に代替したことであった。このスーパータービン 400は他のGMディビジョンではターボ・ハイドラマティック（Turbo Hydra-Matic）の名で流通していた。この年はリヴィエラに定型化した『R』エンブレムが使用された最初の年であり、このトレードマークはリヴィエラが市場から撤退するまでの36年間に渡って使用され続けた。エンジンルーム内では、340 hp (254 kW)の425 cu in (6.96 L) V型8気筒（V8）のために401 (6.5L)エンジンが廃された。360 hp (268 kW)のカーター（Carter Carburetor）社製AFB 4バレル キャブレター付の「スーパー・ワイルドキャット（Super Wildcat）」版はオプションで選択できた。
1965年モデルの変更には、デュアル＝クアッド スーパー・ワイルドキャット425エンジン、減速比を3.42にしたアクスル、2本だしマフラーと硬いヘビーデューティ用サスペンションを装着した「グランスポート（Gran Sport）」オプションの導入があった。401 (6.5 L)のビュイック製V8エンジンは標準のリヴィエラ用エンジンとして復帰し、スーパータービン 400変速機は2年前のツインタービン・ダイナフローの様に今や可変ピッチのトルクコンバーターを持つようになった。外観では、ヘッドライトが元々のデザインの様に左右のフェンダーの先端に取り付けられたクラムシェル型ドアの背後に隠れるようになった。車体後部ではドアと後輪の間にあった機能的な意味が無いダミーの吸入口が取り払われ、テールライトがボディ側からバンパーへ移動された。当初は黒色のみであったがビニールルーフ（vinyl roof）がオプションとなり、前年ではオプション品であったチルト機構付きステアリング・ホイールが標準装備となった。
3年間のモデルイヤーでの合計販売台数は112,244台という立派な数字であった。概してリヴィエラは非常に広く市場に受け入れられ、サンダーバードの最初のライバル車として大いなる成功を収めたと考えられる。この初代リヴィエラは、自動車デザインにおけるランドマークと評され、現在非常に価値ある車である。

## 第2世代 (1966-1970)
リヴィエラは1966年モデルイヤーでデザインを変更された。十字形フレーム、パワートレイン、ブレーキは前のモデルから引き継いでいたが、より長く、幅広く、曲線的になったボディシェルはオールズモビル・トロネードと1年後のキャデラック・エルドラドと共有することとなった。スタイリング上の注目すべき点は1930年代にGMが大々的に導入した三角窓が廃されたことであった。ヘッドライトは格納式であったが、未使用時には上側を支点にしてグリルの上方へ引き上げられるようになった。トロネードとは異なりリヴィエラは従来通りの後輪駆動を継承しており、200 lb (91 kg)重くなった車重により変更無しの425エンジン搭載車は多少遅くなっていた。グランスポート・パッケージはオプションとして残されていた。
室内では前後席のシートとセンターコンソールは、リヴィエラに初めて標準装備とされ6人乗りが可能となった在来型のベンチシートかバケットシートの選択になった。アームレスト付のストラト・ベンチシート（Strato bench seat）あるいは短いコンソールか「馬蹄」型フロアシフトと小物入れ内蔵の長いコンソールが付いたストラト・バケットシート（Strato bucket seats）がオプションで選択できた。バケットシートとストラト・ベンチシートの双方で助手席側のリクライニング機構をオプションで取り付けることができた。1966年モデルの販売台数は45,308台に盛り返し、販売記録を打ち立てた。
1967年モデルの最も顕著な変更は、旧式の425 ネイルヘッド エンジンに代わって全く新しい排気量 430 cu in (7.0 L)、出力 360 hp (270 kW)、トルク 475 lb·ft (644 N·m) のビュイック製V8 エンジン（Buick V8）が追加されたことであった。より大きな出力とトルクを手に入れたこの新エンジンは目覚しい性能の改善を見せた。このエンジンで燃料消費率も多少の改善を見せたが、現代の車に比べれば「ガブ飲み」といった感がある。強力なベンディックス社（Bendix Corporation）製4キャリパー・ディスクブレーキが前輪のオプションとなったが、ほとんどのリヴィエラはほぼ満足いく能力を持ったビュイック製アルフィン・ドラムブレーキ付きで注文された。外観上の変更はほとんど無く、ヘッドライト用ドアの上を横切って両端のパーキングライトまで横いっぱいに広がる幅広のクロームの水平なグリルバーが追加されただけであった。1967年モデルの販売台数は42,799台であった。
1968年モデルでは前後でグリル（奥まった斜め格子）とテールライトを囲っていた環状バンパーが形を変えた。格納式ワイパーも新しかった。連邦法で必須となった逆台形のサイドマーカーライトがフロントフェンダー先端の下部に取り付けられており、後部のサイドマーカーライトは丸型であった。内装は変更され、1966-67年モデルとは異なり計器盤は他のフルサイズのビュイック車と共通であった。1968年モデルは機構面での変更は極僅かであったが、変速機から可変ピッチのトルクコンバーターが外された。1968年モデルの販売台数は新たな記録を樹立し、49,284台であった。
1969年モデルでは些細なスタイリング上の変更が行われた。1968年モデルでは斜め格子状であったグリルが内側の縁から突き出した2本の幅広で水平なグリルバーの上を細かい隙間が開いた細い縦棒で覆ったパターンのものに変えられた。前方のマーカーライトはかなり短く四角い形状になり、ボディ側面のクローム飾りも同様に変更された。車体後部では後退灯が後部バンパーから1969年モデルの新しい3分割テールライトのレンズに移された。1969年モデルの販売台数は再び改善し52,872台であった。
1970年モデルでは外装が変更された。露出した4灯ヘッドライトが最前部に取り付けられ、左右のヘッドライトの間に置かれた新しい縦棒グリルを新しいフロントバンパーが囲っていた。新たに設定されたオプションのボディ側面の飾りは大型クーペの流れるようなボディラインを映えさせていた。後輪の覆いが標準装備となり、露出した後輪の方がオプションとなった。車体後面では、リヤバンパー/テールライトが新しくなっていた。エンジンは455 cu in (7.46 L)に格上げされ、ビュイック製で最大のエンジンはグロスで370 hp (280 kW)、ネットで245 hp (183 kW) の出力と 500 lb·ft (680 N·m)を超えるトルクを発生するようになっていた。実際は1970年モデルの販売台数は37,366台に落ち尾込んではいたが、第2世代のリヴィエラは5年に渡るモデルイヤーを通じて総計227,669台を販売して第1世代に優る成功を収めた。

## 第3世代 (1971-1973)
1971年モデルのリヴィエラでは流れるような劇的な「ボート・テール」 デザインを取り入れ、革新的にデザインの変更が行われた。ビル・ミッチェル指導下で後に日産自動車のデザイン部門の長となるジェリー・ハーシュベルグ（Jerry Hirshberg）の手によるデザインは、リヴィエラのプラットフォームに1963年モデルのコルベット・スティングレー クーペのファストバック形式のリヤウィンドウを融合したものであった。このデザインは元々はGM・Aプラットフォーム（GM A platform）向けに用意されたものであったが、ホイールベースで3インチ(76.2 mm)長く、120 lb (54 kg)重い1971年モデルのリヴィエラの外観は議論を呼んだ。（『Collectible Automobile』誌は1971-76モデルのフルサイズ ビュイックに関する記事内で却下された1971-73モデルのリヴィエラに似た2ドア・クーペのスケッチを掲載した）455エンジンは、アメリカ合衆国環境保護庁の環境規制に合致するように圧縮比を下げたことにより255 hp (190 kW)、グランスポートで265 hp (198 kW)に低下していた。性能は適度な活気を保ってはいたが、リヴィエラのスポーティなイメージは急速に消えていった。注目に値する先進機構は、滑る路面での加速時に発生するホイールスピンを防止するトラクションコントロールシステムであるビュイック製「マックス・トラック（Max Trac）」であった。1971年モデルのリヴィエラはGMの「フルフロー（"Full-Flo"）」換気システムとトランクの蓋上にはまった2つの大きな格子を備えていた。（不運なことに、ある状況下では雨を巻き込み車室内に吹き返す真空状態が作り出されることから「フルフロー」換気システムは再設計され、1972年モデルでは格子はトランクの蓋から移設された）
これらの装備にもかかわらず1971年モデルのリヴィエラの販売台数は当時としては最低の33,810台に落ち込んだ。1972年モデルの変更点はほとんど無く、455エンジンがネット出力225 hp (168 kW)、グランスポートで250 hp (190 kW)の物へ変更されたが、ネット出力での実質低下は僅かに5 hp (3.7 kW)であった。販売台数は最低ラインの33,728台であった。1973年モデルでは250 hp (186 kW)エンジンが標準となり、ポジティブ・トラクション後輪デフ（positive traction rear differential）とクローム塗装のエアクリーナーを備えた「ステージ・ワン（Stage One）」パッケージでは260 hp (190 kW)となった。グランスポート パッケージは、後輪のスタビライザー、J78-15ホワイトウォール・スチールベルトのラジアルタイヤ、特製チューンの「ラジアルタイヤ仕様（"radial roadability"）」サスペンション、追加の遮音材と特製「"Gran Sport"」バッジを備えたハンドリング・パッケージとして別オプションながらまだ残されていた。1973年モデルは、後部の「ボート・テール」が幾分大人しい形状になったことで1972年モデルと識別でき、この変更によりリヤバンパーは平たい形状になった。
1972年モデルのリヴィエラは、テレビドラマの騎馬警官の中で主要登場人物のレイ・ベッキオ刑事（Detective Vecchio）を取り巻いて散見される。

## 第4世代 (1974-1976)
同じプラットフォーム、機械構造と「第3世代」リヴィエラと同一のボディパネルの幾つかを引き継いでいたが、ビュイックは特徴的な「ボート・テール」のルーフラインをより普通の外観を持つ「柱廊」形式に変更した。この変更によりリヴィエラはハードトップ・クーペから幅広いBピラーと固定式のオペラウィンドウ（Opera window）を持つピラー付きハードトップになった。ランドーレット風の半ビニールルーフがオプションで設定され、多少形状を変えられたが前方に突き出したグリルは引き継いでいた。このスタイル変更によりリヴィエラは前のモデルのみならずプラットフォームを共有するオールズモビル・トロネードやキャデラック・エルドラドよりも凡庸な外観となっていた。大人しい外観のリヴィエラは軽量とは言えず、その上標準の455 V8エンジンは更に低出力となり230 hp (172 kW)とステージ・ワン パッケージでも245 hp (183 kW)でしかなかった。購入者が興味を示さなかったために1974年モデル以降ではマックス・トラックがオプションから落とされた。刷新されたスタイリングは販売には何ら貢献せず、1974年モデルの販売台数は20,129台に急落した。
1975年モデルのリヴィエラは顔付きを変更され、車体先端のグラスファイバー製覆いのデザインが変更されたことにより前方突き出しのテーマが失われた。角型4灯ヘッドライトが横並びに配され、新しい縦棒で構成されたグリルは当時の多くのGM車が採用していた「（"stand-up"）」のテーマを反映していた。パーキングライトはフェンダー側面に回りこんでいた。ステージ・ワン パッケージは1975年モデルで落とされたが、グランスポート ハンドリング・パッケージは提供され続けた。標準エンジンの出力は205 hp (153 kW)に落ちた。1975年モデルの販売台数は17,306台であった。
1976年モデルはマイナーチェンジが施され、最も注目すべきは新しい斜め格子グリルであった。グランスポート ハンドリング・パッケージは、類似のスポーティな外観の「S/R」パッケージに代替された。1976年モデルの販売台数は多少回復して20,082台であった。

## 第5世代 (1977-1978)
ビュイックは1977年モデルで新しい小型のGM Bプラットフォーム（GM B platform）を使用してリヴィエラの小型化を図った。（ライバルのキャデラックとオールズモビルが小型化したのは2、3年後のことであった）その他のE-ボディ車は1966年モデル以来（キャデラックは1967年モデルから）前輪駆動になっていたが、ビュイックのEプラットフォームはB-ボディの車台を使用していた。（along with the cruciform frame of pre-1965 GMs for the 1966-70 generation）全てのB-ボディ車（CとDプラットフォームのGM後輪駆動車を含む）は、1977年モデルで小型化を果たしたが、これは1977/78モデル世代だけの短命に終わった。
ほとんどの点でビュイック・ルセイバー（Buick LeSabre） クーペは特徴あるスタイリング（後部ウィンドウは1975-78年モデルのキャデラック・エルドラドを真似ていた）を持っていた。競合車であるルセイバーの傾斜した車体前面とは異なり、リヴィエラの前面は垂直に切り立っていた。ホイールベースは6.1 in (150 mm)短い115.9 in (2,940 mm)、全長は4.8 in (120 mm)短い218.2 in (5,540 mm)となり、重量は約660 lb (300 kg)軽減されていた。155 hp (116 kW)、350 cu in (5.7 L)のビュイック製V8エンジンと185 hp (138 kW)、オールズモビル製 403 cu in (6.60 L) （Oldsmobile V8 403 cu in (6.60 L)）が導入され455エンジンは廃された。カリフォルニア州での販売モデルは、170 hp (127 kW)のオールズモビル 350 （Oldsmobile 350）エンジンを搭載されて販売された。
1978年モデルは特別な「"LXXV"」エディションが、市場でのビュイック75周年を記念して発売された。特製の2色塗装が施され、通常はオプションの豪華装備が標準装備となっていた。
1977年モデルの販売台数は控えめな26,138台であり、その後1978年モデルでは20,535台に落ちたが、これは厳密には1979年モデルとして控えている全面的に新しいE-ボディ（E-body）車までの一時しのぎ的なモデルであった。1977年と1978年モデルのリヴィエラは、1979年モデルで前輪駆動のE-プラットフォームに切り替わる前に小型化されたGM B-プラットフォームを使用して僅か2年間のモデルイヤーしか製造されなかったため比較的希少なモデルとなっている。（B-プラットフォームが使用された理由は2つあった。既存の1976年モデルのB-プラットフォームは、小型化された後輪駆動のE-プラットフォーム車がB-シャーシを使用して製造されるために廃止されることになっていた。ビュイックが1976年遅くにフレーム製造設備と車台/シャーシ部品を改修したにもかかわらず前輪駆動のE-プラットフォームを小型化せずに小型化したB-プラットフォームの生産を続けたのは、前輪駆動のE-プラットフォームが別の生産ラインで製造されていたからであった。）

## 第6世代 (1979-1985)
1979年モデルは、114 in (2,900 mm)のホイールベースを持ち、再び機械構造とプラットフォームをキャデラック・エルドラドとオールズモビル・トロネードと共有する最初の前輪駆動のリヴィエラとして登場した。オールズモビル製の403と350は落とされたが、ビュイック製350（Buick V6）は185 hp (138 kW)のターボチャージャー付231 cu in (3.79 L) エンジンとして残った。は、『モータートレンド（Motor Trend）』誌のカー・オブ・ザ・イヤー賞を受賞した。1979年モデルの販売台数は2倍以上の52,181台となり、よく似た1980年モデルは48,621台であった。
1981年モデルではターボは「T-Type」と改称され、140 hp (104 kW)のオールズモビル製307 cu in (5.03 L)（Oldsmobile V8 engine）エンジン（1980年モデルイヤーより導入）のために350エンジンは廃止となった。標準エンジンは125 hp (93 kW)のビュイック製252 in³ V6エンジンとなり、1985年モデルにほんの105 hp (78 kW)のオールズモビル製ディーゼルエンジンが新しくオプションに設定された。
1982年モデルでは、最初でこれまでで唯一のリヴィエラ コンバーチブルが登場したが非常に高価格であったため比較的少数しか製造されなかった。ターボチャージャー付リヴィエラ コンバーチブルは1983年のインディ500レースのペースカーに選ばれたが、ほとんどのコンバーチブル車はV8エンジンを搭載しておりSAEネットで150 hpの出力は1982年から1985年モデルイヤーのコンバーチブルとクーペで同じであった。
1980年代のリヴィエラの総販売台数は非常な成功を収め、1985年モデルでは65,305台に達した。

## 第7世代 (1986-1993)

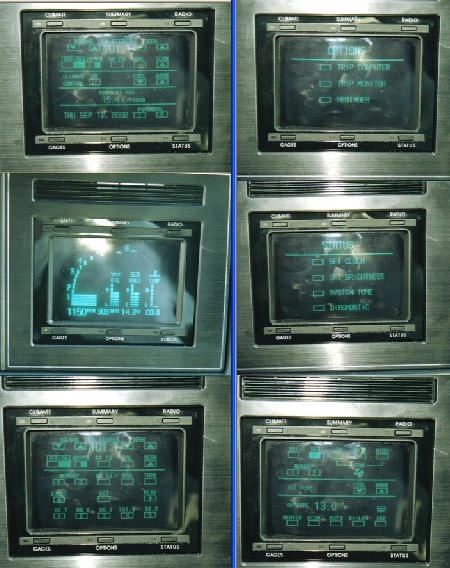
ビュイック・グラフィックコントロール

GM E-ボディ（E-body）のクーペはモノコック構造に転換され、1986年モデルではビュイック・リーガルと同じホイールベース108 in (2,700 mm)へと更に小型化が図られた。今やV6エンジンのみとなり、当初は142 hp (106 kW) SAE の出力と200 lb·ft (270 N·m)のトルクであった。変速機は、最終減速比が2.84:1のターボ＝ハイドラマティック 440-T4（Turbo-Hydramatic 440-T4）型ATを使用していた。この世代はダッシュボードに取り付けられた9-inch (230 mm)ブラウン管の自動車で使用されたものとしては初のタッチスクリーン式スイッチといった先進的な電子装置を搭載していたことで注目される。4輪ディスクブレーキが標準装備となり、走行性能重視のFE3まで3種のサスペンション設定を選択でき操縦性は劇的に改善された。リヴィエラは1986年度の『モータートレンド』誌のカー・オブ・ザ・イヤーで4位を獲得した。
1986年モデルのリヴィエラでは燃費性能は顕著に改善されていたが、小型化や横置きエンジン前輪駆動プラットフォームへの多大な投資の結果、実質的に価格も上がっていた。小型化は、GMが提供する他の小型で安価な車との寸法的な近似性を生じさせ、スタイリング上の特徴をも共有していたために不幸なことに更なる類似性に拍車が掛かっていた。
小さな寸法、汎用的なスタイリングやV8エンジンの欠如といったことで購入者に忌避され、1986年モデルの販売台数は22,138台に急落し、1987年モデルは僅か15,223台となり、1988年モデルは8,625台というお粗末な数字であった。1989年モデルは11 inches (280 mm)全長を伸ばし（ホイールベースは変更なし）スタイリングを変更されたおかげで販売台数は21,189台に躍進したが、弱体化したこのモデル最後の1993年モデルでは4,555台まで落ち込んでいた。最後の1993年モデルのリヴィエラは1992年12月10日にデトロイト/ハムトランク工場（Detroit/Hamtramck Assembly）の生産ラインを離れた。
1986年以降、高級パーソナルクーペ分野の販売は下降線を辿っていたが、市場全般の傾向としてGMの新しい小型化した車が受け入れられなかったのか、あるいは購入者の必然的な嗜好の変化が原因なのかは定かではなかった。

## 第8世代 (1995-1999)
1994年モデルにリヴィエラは用意されなかったが、スタイリングを一新しより大型の車として1995年モデルで戻ってきた。オプションで225 hp (168 kW) と 275 ft·lbf (373 N·m) のスーパーチャージャー付3800 V6が設定され、標準の205 hp (153 kW)の自然吸気3800 V6も選択できた。新しいリヴィエラは、同じキャデラック派生のG-プラットフォーム（G platform）に載った4ドアのオールズモビル・オーロラと共にミシガン州、レイクオリオン（Lake Orion）の工場で製造された。41,422台生産された1995年モデルのリヴィエラの最初の1台が1994年5月23日に製造ラインを離れた。
1996年モデルではスーパーチャージャー付モデルの出力が240 hp (179 kW) と 280 ft·lbf (380 N·m)に増えていた。1996年モデルのリヴィエラは18,036台が生産された。
軽量化された1997年モデルではサスペンションが見直され、より敏捷なハンドリングになり、大径の258 mmトルクコンバーターを備えた4T65E-HD型トランスミッションとヘビー・デューティ仕様の変速機に格上げされていた。1997年モデルは18,827台が生産された。
1998年モデルは240 hp (180 kW)のスーパーチャージャー付 V6が標準となった。GMのOnStarサービスがオプションで付けることができるようになり、内装は僅かの変更が施された。1998年モデルの生産台数は10,953台に落ちた。
極短い生産期間の1999年モデルは1,956台が生産され、1998年11月25日に生産が終了した。最後の200台は特別の銀色塗装と内装が与えられ、ビル・ミッチェルによりリヴィエラのボディを使用して作成された幾台かのシルバーアロー（Silver Arrow）ショーモデルを彷彿させる「シルバーアロー」モデルを意味していた。
1995-1999年モデルのリヴィエラは、1980年代の伝説のグランド・ナショナルズ（Grand Nationals）以来最も強力なエンジンを与えられていた。スーパーチャージャー付OHV V6は印象的なトルクを発生し、加速は0 - 60 マイル (97 km/h)を8秒以下、1/4マイルを15.5秒で走った。これらの数値は、その大きさと大人しい外観と相まってリヴィエラに目立たないスタイリングの高性能車である「羊の皮をかぶった狼（sleeper）」の資格を与えていた。これに加えてスーパーチャージャー付のリヴィエラは18/27（街中/高速 mpg）という立派な燃料消費率を達成していた。

### エンジン
| モデル     | 年度      | エンジン                                           | 出力                       | トルク                         |
| ---------- | --------- | -------------------------------------------------- | -------------------------- | ------------------------------ |
| リヴィエラ | 1995      | 3.8 L L67 3800 シリーズ I スーパーチャージャー V6  | 225 hp (168 kW) @ 5000 rpm | 275 lb·ft (373 N·m) @ 3200 rpm |
| リヴィエラ | 1995-1997 | 3.8 L L36 3800 シリーズ II V6                      | 205 hp (153 kW) @ 5200 rpm | 230 lb·ft (310 N·m) @ 4000 rpm |
| リヴィエラ | 1996-1999 | 3.8 L L67 3800 シリーズ II スーパーチャージャー V6 | 240 hp (180 kW) @ 5200 rpm | 280 lb·ft (380 N·m) @ 3600 rpm |

## 2007 コンセプト
2007年の上海モーターショーでビュイックはリヴィエラと名づけたGMイプシロンII プラットフォーム(GM Epsilon II platform)を基礎としたクーペのコンセプトカーを発表した。このコンセプトカーは後の2008年の北米国際オートショーでも披露された。
このコンセプトカーは、全アジア自動車技術センター（the Pan Asia Technical Automotive Center：PATAC）でデザインされ、これはクラシック・ビュイック、古い中国の古器と現代の電子機器のアイコンに触発されたものであった。この車は「アイシー・グリーン（"icy green"）」バックライト、シェルブルー（Shell Blue）のボディ、ガルウイングドア、2+2のシート配置と21インチの10本スポーク鍛造 アルミニウムホイールを備えていた。
2015年現在、量産モデルとしてのリヴィエラの復活は発表されていない。